# بني يلمان
بني يلمان هي مدينة وبلدية تقع في شمال ولاية المسيلة في الجزائر، بلغ عدد سكانها أكثر من 8777 نسمة عام 2008.